# Melfjellet, Antarktis
Melfjellet är ett berg i Antarktis. Det ligger i Östantarktis. Australien gör anspråk på området. Toppen på Melfjellet är 1 677 meter över havet.
Terrängen runt Melfjellet är platt åt nordväst, men åt sydost är den kuperad. Trakten är obefolkad. Det finns inga samhällen i närheten.